# Hàn Lâm Nhi
Hàn Lâm Nhi (giản thể: 韩林儿; phồn thể: 韓林兒; bính âm: Hán Lín'er, 1340-1366), người Loan Thành, Triệu Châu , thủ lĩnh trên danh nghĩa của chính quyền nông dân Tống và phong trào khởi nghĩa Khăn Đỏ ở miền Bắc Trung Quốc vào cuối đời Nguyên.

## Cuộc đời
Cha ông là Hàn Sơn Đồng, Giáo thủ của Bạch Liên giáo ở Vĩnh Niên. Năm Chí Chính thứ 11 (1351), Sơn Đồng mưu tính khởi nghĩa, sự việc bại lộ, bị quân Nguyên bắt giết. Lâm Nhi theo mẹ trốn đến Vũ An.
Năm thứ 15 (1355), Lâm Nhi được Lưu Phúc Thông đón về Bạc Châu, đưa lên ngôi, kiến lập chính quyền, đặt quốc hiệu là Tống, đổi niên hiệu là Long Phụng, xưng là "Tiểu Minh vương"; tôn vợ của Sơn Đồng là Dương thị làm Thái hậu.
Chính quyền Tống mô phỏng chế độ của nhà Nguyên, đặt ra Trung thư tỉnh, Khu mật viện, Ngự sử đài và Lục bộ. Vì muốn tiết chế các cánh quân Khăn Đỏ khác ở miền Bắc, tại mỗi vùng đất mà các cánh quân này chiếm được, chính quyền Tống đặt ra cơ cấu Hành tỉnh, có thể khảo cứu được các Trung thư tỉnh ở Giang Nam (Chu Nguyên Chương làm Bình chương từ tháng 7 năm Loan Phượng thứ 2 (1356)), Ích Đô (Mao Quý làm Bình chương từ năm thứ 3 (1357)), Hoài An (Triệu Quân Dụng làm Bình chương từ tháng 10 cùng năm thứ 2 (1356)), Liêu Dương (thiết lập vào đầu năm thứ 5 (1359), bọn Mao Cư Kính, Phan Thành, Sa Lưu Nhị, Quan Đạc lần lượt làm Bình chương), Tào Châu (Vũ Mỗ làm Hành tỉnh thừa tướng từ năm thứ 3 (1357)),… Cơ cấu hành chính cũng tương đồng với nhà Nguyên, chỉ bỏ qua cấp Lộ, dưới Hành tỉnh là phủ, châu, huyện. Cơ cấu quản quân cũng được hệ thống thành các Thống quân Nguyên soái phủ, Quản quân Tổng quản phủ, Quản quân Vạn hộ phủ,…; các Hành tỉnh đặt riêng Hành xu mật viện, các quân chức là Bách hộ, Thiên hộ, Vạn hộ, Tổng quản, Thống quân,…
Tuy làm Tống đế, nhưng Lâm Nhi chỉ có hư danh, Lưu Phúc Thông mới là lãnh đạo trên thực tế. Năm thứ 8 (1362), Phúc Thông đưa Lâm Nhi chạy về An Phong , chính quyền Tống chỉ còn tồn tại trên danh nghĩa.
Năm thứ 9 (1363), bộ tướng của Trương Sĩ Thành là Lữ Trân vây An Phong, nhóm Phúc Thông cầu cứu Chu Nguyên Chương. Nguyên Chương đích thân đem đại quân đến, đánh bại liên quân Lữ Trân – Tả Quân Bật, sau đó an trí Lâm Nhi ở Trừ Châu.

## Cái chết
Minh sử - Hàn Lâm Nhi truyện chép:
| “ | Năm sau (1364), Thái Tổ (Chu Nguyên Chương) làm Minh vương. Lại 2 năm sau (1366), Lâm Nhi mất. Ngờ rằng Thái Tổ lệnh Liêu Vĩnh Trung đón Lâm Nhi về Ứng Thiên, đến Qua Bộ, lật thuyền mà (chết đuối) dưới sông. | ” |

Minh sử - Liêu Vĩnh Trung truyện chép:
| “ | Ban đầu, Hàn Lâm Nhi ở Trừ Châu, Thái Tổ sai Vĩnh Trung đón về Ứng Thiên, đến Qua Bộ thì lật thuyền mà (giết) chết ông ta. Đế đổ tiếng xấu cho Vĩnh Trung. | ” |

Đồ Ký (1856 – 1921) trong Mông Ngột Nhi sử ký viết:
| “ | Chu Nguyên Chương thí chủ là Hàn Lâm Nhi, nhà ngụy Tống mất. | ” |